# Cúdeninský močiar
Cúdeninský močiar je přírodní rezervace v oblasti Štiavnické vrchy.
Nachází se v katastrálním území obce Ipeľské Predmostie v okrese Veľký Krtíš v Banskobystrickém kraji. Území bylo vyhlášeno či novelizováno v roce 2009 na rozloze 141,6855 ha. Ochranné pásmo nebylo stanoveno.